# Campionato Paraibano 2014
Il Campionato Paraibano 2014 è stata la centoquattresima edizione del Campionato Paraibano.

## Squadre partecipanti
| Squadra               | Città          |
| --------------------- | -------------- |
| Atlético Cajazeirense | Cajazeiras     |
| Auto Esporte-PB       | João Pessoa    |
| Botafogo-PB           | João Pessoa    |
| Campinense            | Campina Grande |
| CSP                   | João Pessoa    |
| Queimadense           | Queimadas      |
| Santa Cruz-PB         | Santa Rita     |
| Sousa                 | Sousa          |
| Sport Campina         | Campina Grande |
| Treze                 | Campina Grande |

## Prima fase
|  | Pos. | Squadra               | Pt | G  | V | N | P  | GF | GS | DR  |
|  | ---- | --------------------- | -- | -- | - | - | -- | -- | -- | --- |
|  | 1.   | CSP                   | 29 | 14 | 8 | 5 | 1  | 34 | 15 | +19 |
|  | 2.   | Auto Esporte-PB       | 28 | 14 | 9 | 1 | 4  | 23 | 14 | +9  |
|  | 3.   | Sousa                 | 28 | 14 | 7 | 7 | 0  | 23 | 10 | +13 |
|  | 4.   | Campinense            | 26 | 14 | 7 | 5 | 2  | 29 | 12 | +17 |
|  | 5.   | Santa Cruz-PB         | 15 | 14 | 4 | 3 | 7  | 20 | 19 | +1  |
|  | 6.   | Atlético Cajazeirense | 15 | 14 | 4 | 3 | 7  | 18 | 25 | -7  |
|  | 7.   | Queimadense           | 10 | 14 | 1 | 7 | 6  | 9  | 17 | -8  |
|  | 8.   | Sport Campina         | 1  | 14 | 0 | 1 | 13 | 10 | 54 | -44 |

Legenda:

      Ammesse alla Seconda fase e alle Semifinali
      Ammesse alla Seconda fase
      Retrocesse in Segunda Divisão 2015
Note:

Tre punti a vittoria, uno a pareggio, zero a sconfitta.

## Seconda fase
|  | Pos. | Squadra               | Pt | G  | V | N | P  | GF | GS | DR  |
|  | ---- | --------------------- | -- | -- | - | - | -- | -- | -- | --- |
|  | 1.   | Campinense            | 28 | 14 | 8 | 4 | 2  | 23 | 11 | +12 |
|  | 2.   | Botafogo-PB           | 27 | 14 | 8 | 3 | 3  | 26 | 14 | +12 |
|  | 3.   | Sousa                 | 25 | 14 | 7 | 4 | 3  | 25 | 20 | +5  |
|  | 4.   | Treze                 | 22 | 14 | 6 | 4 | 4  | 22 | 14 | +8  |
|  | 5.   | Atlético Cajazeirense | 17 | 14 | 5 | 2 | 7  | 21 | 29 | -8  |
|  | 6.   | Auto Esporte-PB       | 16 | 14 | 4 | 4 | 6  | 19 | 19 | 0   |
|  | 7.   | CSP                   | 14 | 14 | 4 | 2 | 8  | 18 | 25 | -7  |
|  | 8.   | Santa Cruz-PB         | 7  | 14 | 2 | 1 | 11 | 18 | 40 | -22 |

Legenda:

      Ammesse alla Semifinali
Note:

Tre punti a vittoria, uno a pareggio, zero a sconfitta.

## Fase finale
|  | Semifinali      | Semifinali      | Semifinali | Semifinali | Semifinali |  |  | Finale      | Finale      | Finale | Finale | Finale |  |
|  |                 |                 |            |            |            |  |  |             |             |        |        |        |  |
|  | Botafogo-PB     | Botafogo-PB     | 2          | 3          | 5          |  |  |             |             |        |        |        |  |
|  | CSP             | CSP             | 1          | 1          | 2          |  |  | Botafogo-PB | Botafogo-PB | 3      | 0      | 3      |  |
|  | Campinense      | Campinense      | 2          | 1          | 3          |  |  | Campinense  | Campinense  | 0      | 0      | 0      |  |
|  | Auto Esporte-PB | Auto Esporte-PB | 0          | 2          | 2          |  |  |             |             |        |        |        |  |

## Classifica finale
|  | Pos. | Squadra               | Pt | G  | V  | N  | P  | GF | GS | DR  |
|  | ---- | --------------------- | -- | -- | -- | -- | -- | -- | -- | --- |
|  | 1.   | Botafogo-PB           | 37 | 18 | 11 | 4  | 3  | 34 | 16 | +18 |
|  | 2.   | Campinense            | 58 | 32 | 16 | 10 | 6  | 55 | 28 | +27 |
|  | 3.   | Auto Esporte-PB       | 47 | 30 | 14 | 5  | 11 | 44 | 36 | +8  |
|  | 4.   | CSP                   | 43 | 30 | 12 | 7  | 11 | 54 | 45 | +9  |
|  | 5.   | Sousa                 | 53 | 28 | 14 | 11 | 3  | 48 | 30 | +18 |
|  | 6.   | Atlético Cajazeirense | 32 | 28 | 9  | 5  | 14 | 39 | 54 | -15 |
|  | 7.   | Santa Cruz-PB         | 22 | 28 | 6  | 4  | 18 | 38 | 59 | -21 |
|  | 8.   | Treze                 | 22 | 14 | 6  | 4  | 4  | 22 | 14 | +8  |
|  | 9.   | Queimadense           | 10 | 14 | 1  | 7  | 6  | 9  | 17 | -8  |
|  | 10.  | Sport Campina         | 1  | 14 | 0  | 1  | 13 | 10 | 54 | -44 |

Legenda:

      Vincitore del Campionato Paraibano 2014 e qualificato per la Copa do Nordeste 2015 e per la Coppa del Brasile 2015
      Qualificato per il Campeonato Brasileiro Série D 2014, per la Copa do Nordeste 2015 e per la Coppa del Brasile 2015
      Retrocesse in Segunda Divisão 2015